# Саут-Сейлем (Огайо)
Саут-Сейлем (англ. South Salem) — селище (англ. village) в США, в окрузі Росс штату Огайо. Населення — 219 осіб (2020).

## Географія
Саут-Сейлем розташований за координатами 39°20′15″ пн. ш. 83°18′25″ зх. д. / 39.33750° пн. ш. 83.30694° зх. д. (39.337374, -83.306962).  За даними Бюро перепису населення США в 2010 році селище мало площу 0,53 км², уся площа — суходіл.

## Демографія
Згідно з переписом 2010 року, у селищі мешкали 204 особи в 80 домогосподарствах у складі 58 родин. Густота населення становила 382 особи/км².  Було 84 помешкання (157/км²).
Расовий склад населення:
| - 98,5 % — білих - 1,0 % — чорних або афроамериканців |

До двох чи більше рас належало 0,5 %. Частка іспаномовних становила 0,0 % від усіх жителів.
За віковим діапазоном населення розподілялося таким чином: 23,0 % — особи молодші 18 років, 64,7 % — особи у віці 18—64 років, 12,3 % — особи у віці 65 років та старші. Медіана віку мешканця становила 42,0 року. На 100 осіб жіночої статі у селищі припадало 96,2 чоловіків;  на 100 жінок у віці від 18 років та старших — 91,5 чоловіків також старших 18 років.
Середній дохід на одне домашнє господарство  становив 35 308 доларів США (медіана — 30 469), а середній дохід на одну сім'ю — 37 589 доларів (медіана — 32 292). За межею бідності перебувало 37,8 % осіб, у тому числі 49,3 % дітей у віці до 18 років та 35,3 % осіб у віці 65 років та старших.
Цивільне працевлаштоване населення становило 88 осіб. Основні галузі зайнятості: виробництво — 25,0 %, освіта, охорона здоров'я та соціальна допомога — 18,2 %, роздрібна торгівля — 15,9 %.